# Barta Sándor (gyógyszerész)
Barta Sándor (Nagyvárad, 1890. május 28. – Auschwitz, 1944. augusztus 7.) magyar gyógyszerész, író, népművelő.

## Életútja
Kolozsvárt szerzett oklevelével előbb Gelencén, majd Kovásznán volt gyógyszerész. Műkedvelők színháza cím alatt (Kovászna, 1928) kötetben is megjelentek falusi tárgyú jelenetei. A fasiszta veszedelem ellen írt Új Judea c. utópista regényét (Kolozsvár, 1938), melyben egy ismeretlen földrészen új hazát keres a zsidóságnak, jegyzetei alapján Sztojka László rendezte sajtó alá.

## Művei
- Új Judea. (Utópia). Barta Sándor regénye; előszó Havas Lázár, sajtó alá rend. Sztojka László; Fraternitas Ny., Cluj, 1938